# Ellen Trane Nørby
Ellen Trane Nørby (født 1. februar 1980 i Herning) er en dansk politiker, der i perioden 8. februar 2005 - 1. november 2022 var medlem af Folketinget og fra 2016 til 2019 sundhedsminister.
Den 10. marts 2011 afløste hun Peter Christensen som politisk ordfører for partiet Venstre, efter han ved regeringsrokaden den 8. marts blev skatteminister. I 2012 til 2013 var Nørby formand for Den Danske Europabevægelse. Før hun blev sundhedsminister i regeringen Lars Løkke Rasmussen III var hun børne-, undervisnings- og ligestillingsminister i den rene Venstre-regering fra 28. juni 2015.

## Baggrund
Ellen Trane Nørby blev født i Herning som datter af biolog og forhenværende Venstre-borgmester i Lemvig Jørgen Andreas Nørby og arkitekt Merete Nørby. Hun er opvokset i Nørre Nissum i det nordlige Vestjylland. Nørby blev student fra Lemvig Gymnasium i 1998 og cand.mag. i kunsthistorie fra Københavns Universitet i 2005 – hvor hun også havde sidefag i statskundskab fra 1999 til 2001.
Hendes kandidatspeciale bar titlen Fra Eliteinstitution til Markedsplads. Et speciale om ændringen i besøgskulturen og den offentlige danske kunstinstitution med særligt udgangspunkt i Statens Museum for Kunst.
I samme årrække var hun blandt andet også politisk medarbejder på Christiansborg.
Nørby sidder også i bestyrelsen for Efterskolen Strand på Danebod og Sønderborg Forsyning, og så er hun aktiv omkring Sønderborg Kvinde- & Krisecenter. Hvert år kører hun med på Team Rynkeby, der cykler til Paris for at indsamle penge til Børnecancerfonden.
Ellen Trane Nørby er kæreste med Ulrik Ryssel Albertsen, der arbejder som kommunikationsrådgiver hos Kommunikations Kompagniet og han er bosiddende på Frederiksberg.
I 2014 fødte hun en datter.
Nørby har siden december 2004 været bosiddende i Sønderborg.

## Politisk karriere

### Tidlige karriere
Ellen Trane Nørby meldte sig i 1995 ind i Venstre og Venstres Ungdom. I 1999 blev hun vicepræsident for den europæiske paraplyorganisation LYMEC for liberale og socialliberale politiske ungdomsorganisationer og fra 2002 til 2004 var hun præsident i organisationen. Ved valget til Europaparlamentet i 2004 fik hun 24.380 stemmer, men dette var dog ikke tilstrækkeligt til at udløse et mandat. Efter Europaparlamentsvalget blev hun udnævnt til formand for Venstres Europaudvalg.

### Folketingsmedlem
Ellen Trane Nørby blev ved folketingsvalget 8. februar 2005 valgt ind for Sønderjyllands Amtskreds med 5.073 personlige stemmer. Efter valget blev hun Venstres mediepolitisk ordfører. Ved folketingsvalget 13. november 2007 blev hun genvalgt med 12.804 personlige stemmer – heraf 7.935 i Sønderborgkredsen. I den forbindelse overtog hun posten som social- og ligestillingsordfører og forblev medieordfører.
Den 10. marts 2011 afløste hun Peter Christensen som politisk ordfører efter at han ved regeringsrokaden den 8. marts blev skatteminister.
Hun blev da betragtet som "stabil, loyal og kunne lave politik uden at bruge penge" internt i Venstre.
Ved folketingsvalget 15. september 2011 blev hun genvalgt med 18.059 personlige stemmer – heraf 9.038 i Sønderborgkredsen.
I Folketinget sidder hun i Udenrigsudvalget, Det Udenrigspolitiske Nævn, Udvalget vedr. Internationalt Ligestillingsarbejde, Kulturudvalget og Udvalget for Klima, Energi og bygninger.
I efteråret 2012 stillede Ellen Trane Nørby 696 spørgsmål til daværende kulturminister Uffe Elbæk, blandt andet vedrørende Museet for Religiøs Kunst hvor hendes mor var repræsenteret i bestyrelsen. Dette fik BT til at give hende tilnavnet "Spørge-Ellen".
Folketingets formand, den socialdemokratiske Mogens Lykketoft, mente at antallet lød "meget voldsomt",
og Nørby, der indtil da havde været anset som en såkaldt "driftsikker" politiker, fik hvad der blev betegnet "en ordentlig ridse i lakken".
Den 8. januar 2013 gik hun i en kronik i Politiken til modangreb på BT journalisten Lars Fogt, der havde beskrevet, hvordan studentermedhjælpere hos Trane Nørby 31 gange siden marts 2011 havde ændret oplysninger om hende på Wikipedia. Nørby skrev ligeledes at hun var blevet udsat for "personhetz og kampagnejournalistik".
Ved Venstres landsmøde i begyndelsen af oktober 2013 blev Trane Nørby valgt som spidskandidat til Europa-parlamentsvalget næste år.
Hun betegnede selv beslutningen om at forlade sin centrale position i dansk politik som "svær" og afviste ikke spekulationer om, at hun kunne vende tilbage til Danmark hvis hun blev tilbudt en ministerpost. I starten af februar 2014 annoncerede Trane Nørby, at hun var gravid og trak sig i den forbindelse som spidskandidat til Europa-parlamentet. 
Ved Folketingsvalget 2015 blev Trane Nørby genvalgt i Sydjyllands Storkreds med 12.012 personlige stemmer.
Efter valget blev hun præsenteret som ny børne-, undervisnings- og ligestillingsminister i en ren Venstre-regering anført af Lars Løkke Rasmussen.

## Publikationer
Ellen Trane Nørby har sammen med Trine Pertou Mach (daværende medlem af JuniBevægelsen) skrevet bogen "Smag på Europa – med honning og chili", der udkom i 2004 på forlaget Saxo. Hun har medvirket til at redigere bogen "Flere med – nye regler", der udkom i 2004 på Forlagskompagniet. Dertil har hun også bidraget med at skrive klummer for LO's ugebrev A4 og det politiske magasin RÆSON.